# 빅토리아 공원 (홍콩)

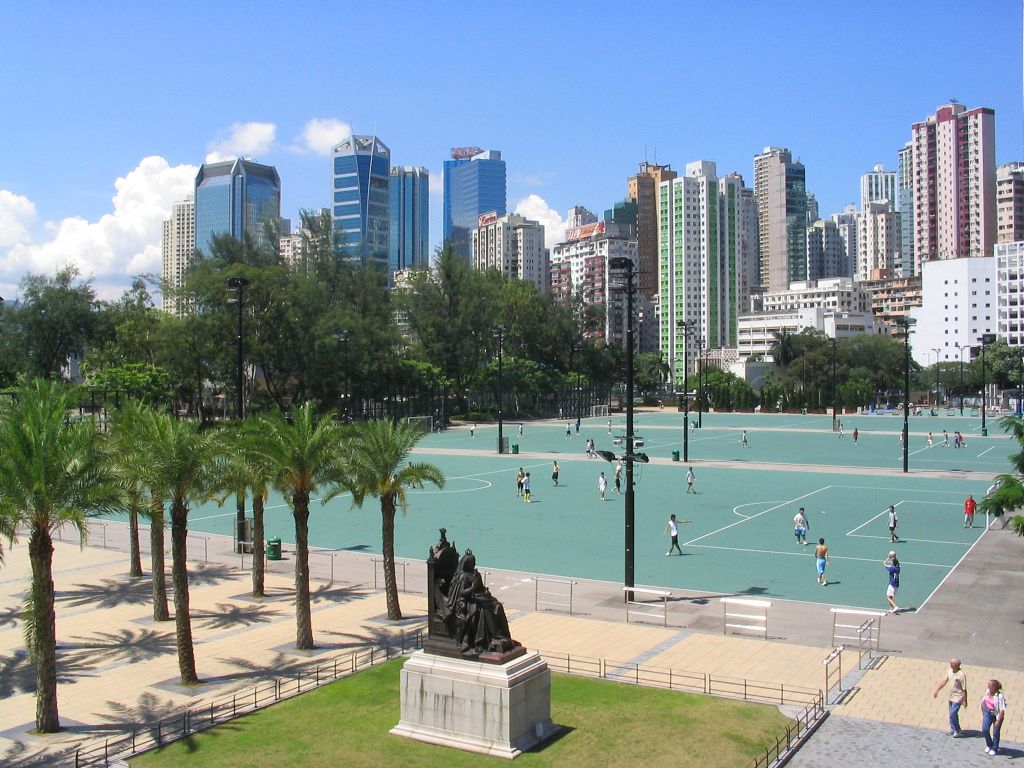

빅토리아 공원 또는 빅토리아 파크(Victoria Park, 중국어: 維多利亞公園)는 홍콩의 공원의 하나이다.
땅이 좁은 홍콩에서 빅토리아 항을 메워서 만든 면적 약 30ha라는 파격적인 넓이를 자랑하는 공원으로 이름의 유래가 된 빅토리아 여왕의 동상은 입구에 있다. 공원 서쪽으로는 최고의 번화가로 홍콩 제일의 쇼핑 센터의 하나로 손꼽히고, 우리식의 먹자골목인 푸드 스트리트에는 중국 각지의 요리는 말할 것도 없고, 프랑스, 이탈리아, 일본 등 각국의 요리를 맛볼 수 있다. 푸른 공원 안에는 테니스 코트, 축구장, 농구 코트, 수영장, 야외무대 등이 마련되어 있고, 산책길과 조깅 코스가 있으며, 설날 그믐에는 대대적인 야시장이 서서 시민들로 가득 채워진다.